# Charles Michels (métro de Paris)
Pour les articles homonymes, voir Charles Michel (homonymie).
Charles Michels est une station de la ligne 10 du métro de Paris, située dans le 15e arrondissement de Paris.

## Situation
La station est implantée à l'est de la place Charles-Michels, située à la limite administrative entre le quartier de Grenelle au nord-est et le quartier de Javel au sud-ouest. Orientée selon l'axe est-ouest de l'avenue Émile-Zola, elle s'intercale entre les stations Javel - André Citroën et Avenue Émile-Zola.

## Histoire
La station est ouverte le 13 juillet 1913 avec la mise en service du premier tronçon de la ligne 8, dont elle constitue provisoirement le terminus occidental (depuis Opéra) jusqu'au 30 septembre suivant, date à laquelle la ligne est prolongée via une traversée sous la Seine jusqu'à Porte d'Auteuil.
Elle doit sa dénomination initiale de Beaugrenelle à sa situation sous l'ancienne place Beaugrenelle, au sein du quartier homonyme dont le nom fait référence à l'ancien village de Grenelle. Le toponyme de ce dernier a été ajouté au nom de la station La Motte-Picquet - Grenelle (lignes 6, 8 et 10) en 1913, et fut également le nom inaugural de l'actuelle station Bir-Hakeim (ligne 6) jusqu'en 1949.
Dans la nuit du 26 au 27 juillet 1937, la station est transférée à la ligne 10 à la suite du remaniement des lignes 8, 10 et de l'ancienne ligne 14 (devenue une partie de l'actuelle ligne 13 en 1976), tandis que la ligne 8 est redirigée vers son terminus actuel de Balard depuis La Motte-Picquet - Grenelle en parallèle. Le service entre Porte d'Auteuil et Jussieu n'est toutefois assuré que deux jours plus tard, le 29 juillet suivant, se limitant dans un premier temps à La Motte-Picquet - Grenelle à l'est.
Le 3 juin 1940, à la suite du bombardement des usines Citroën ayant endommagé ce jour-là le tunnel de la ligne entre Chardon-Lagache et Mirabeau, la station en devient temporairement le terminus depuis Gare d'Orléans - Austerlitz (aujourd'hui Gare d'Austerlitz) le temps de remettre l'infrastructure en état. Trois jours plus tard, une navette sur voie unique au départ de Beaugrenelle est assurée jusqu'à Porte d'Auteuil, avant le rétablissement du service normal dès le 8 juin suivant.
Le 14 juillet 1945, la station change de nom au profit de Charles Michels, en même temps que la place Beaugrenelle, elle-même renommée en hommage à Charles Michels (1903-1941), député communiste du 15e arrondissement de Paris, connu pour avoir été retenu en otage et fusillé par les nazis sous l'Occupation allemande. La station devient ainsi la deuxième d'une série de huit sur le réseau dont le nom est modifié à l'issue de la Seconde Guerre mondiale afin d'honorer la mémoire de résistants morts pour la France, après Trinité - d'Estienne d'Orves (ligne 12). Suivront ensuite les stations Colonel Fabien (ligne 2), Corentin Celton (ligne 12), Guy Môquet (ligne 13), Jacques Bonsergent (ligne 5), Corentin Cariou (ligne 7) ainsi que Marx Dormoy (ligne 12).
À partir des années 1960, les quais de la station sont modernisés par la mise en place d'un carrossage métallique incurvé sur les piédroits, doté de montants horizontaux de couleur vert d'eau et de cadres publicitaires dorés, éclairés par le haut. Cet aménagement, alors largement déployé sur le réseau pour rénover les stations rapidement et à moindre coût, voit ses lambris repeints en bleu dans les années 1990, de même que les poutres métalliques supportant le plafond, tandis que les bancs d'origine sont remplacés par des sièges de style « Motte » bleus assortis à la couleur des lambris et du tablier.
Dans le cadre du programme « Renouveau du métro » de la RATP, le carrossage est entièrement déposé en 2008 afin de procéder à la rénovation intégrale des quais, laquelle s'achève en 2009.

## Services aux voyageurs

### Accès
La station dispose de deux accès, constitués pour chacun d'un escalier fixe orné d'une balustrade et d'un candélabre en fer forgé dans le style Dervaux des années 1930 :
- l'accès no 1 « Place Charles-Michels » débouchant face au no 11 de la place précitée, à l'est de celle-ci, entre la rue Saint-Charles et l'avenue Émile-Zola ;
- l'accès no 2 « Rue des Entrepreneurs » se trouvant au droit du no 36 de ladite rue, à son débouché au sud-est de la place Charles-Michels.

Le hall d'accueil de la station a la particularité d'être aménagé dans un couloir à sens unique vers les quais, la sortie depuis ces derniers s'effectuant par un second couloir passant derrière le comptoir de vente et d'information, afin de dissocier les flux entrants et sortants.

Accès à la station
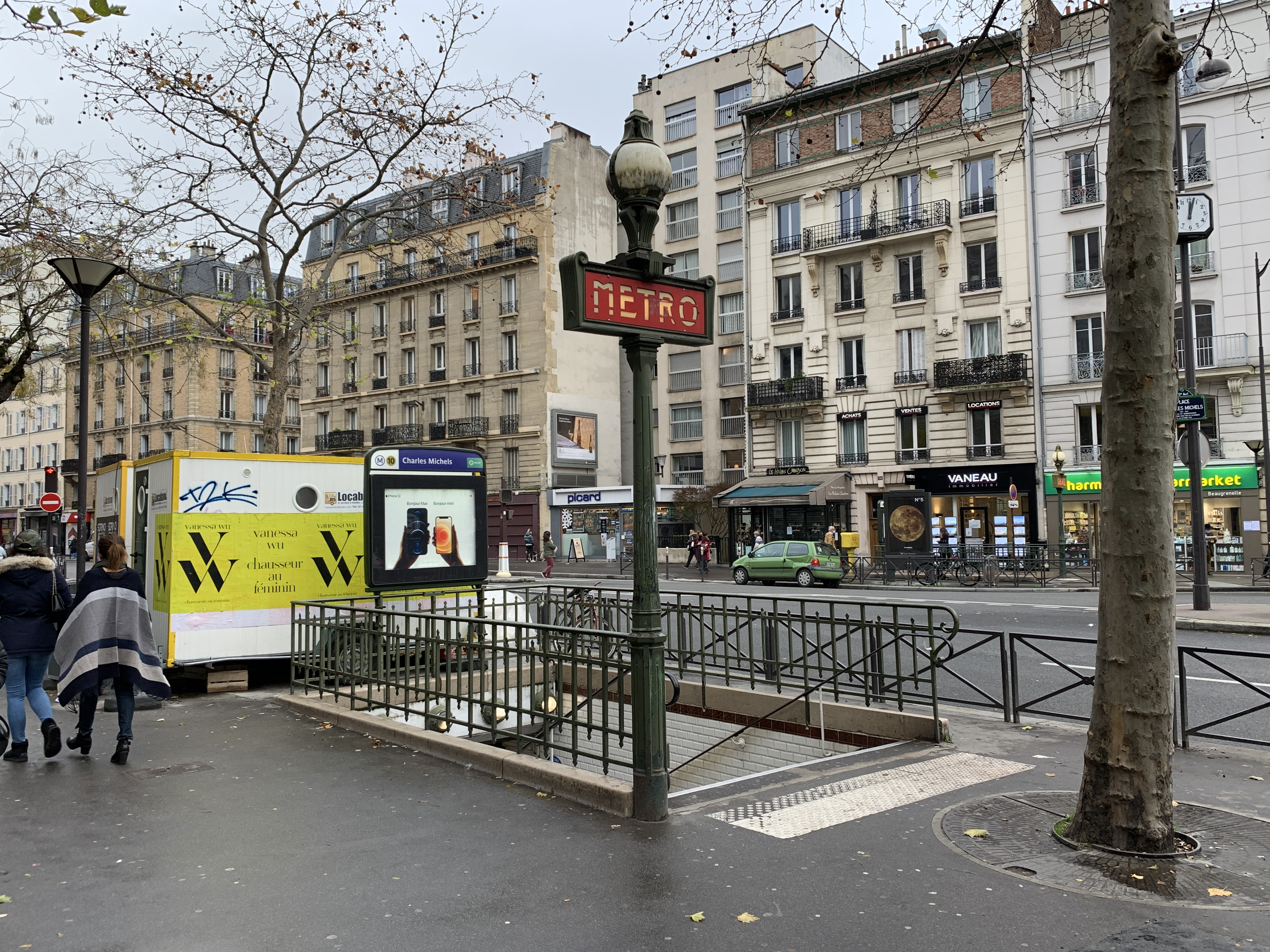
L'accès no 1, « Place Charles-Michels ».
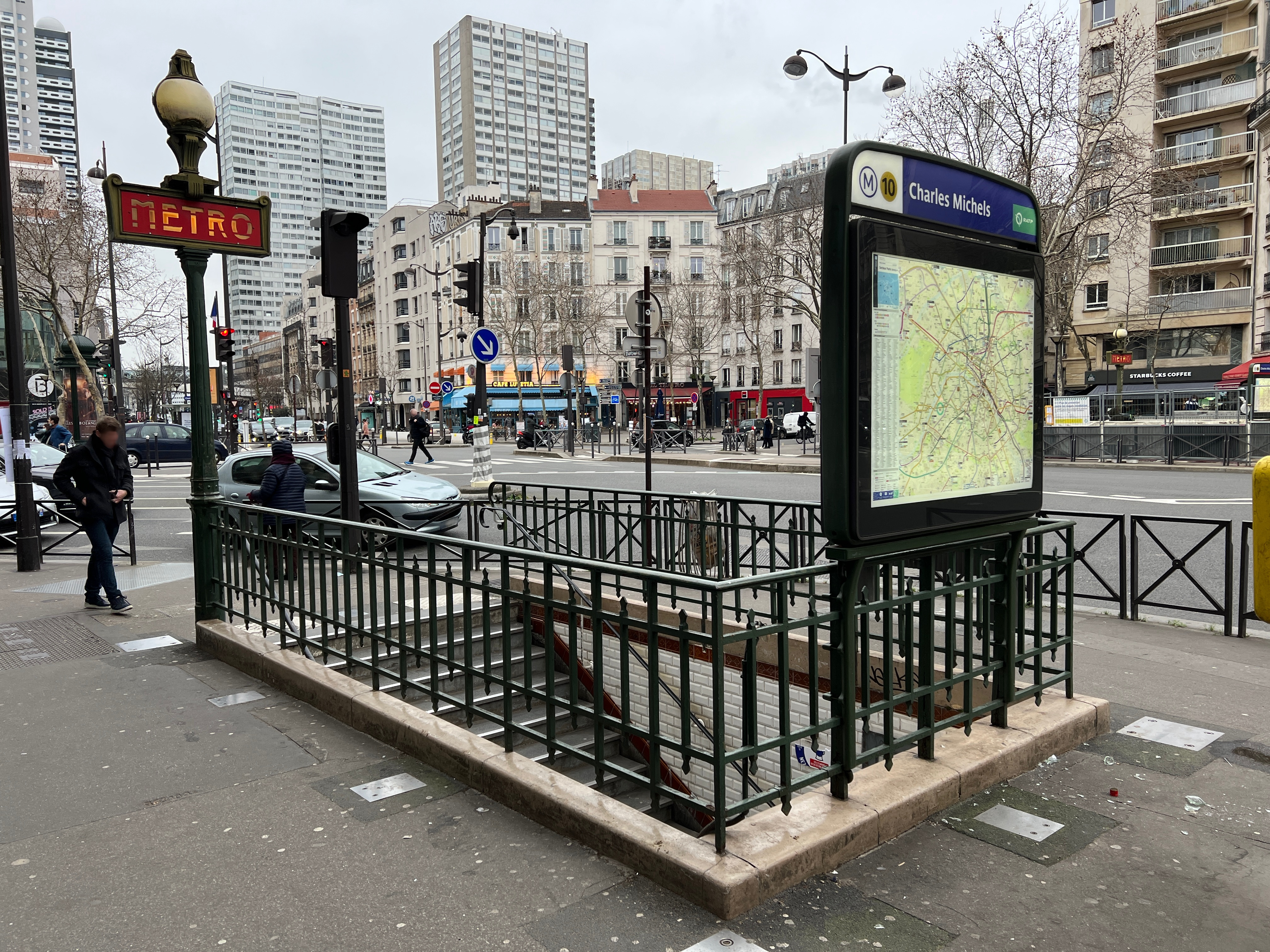
L'accès no 2, « Rue des Entrepreneurs ».
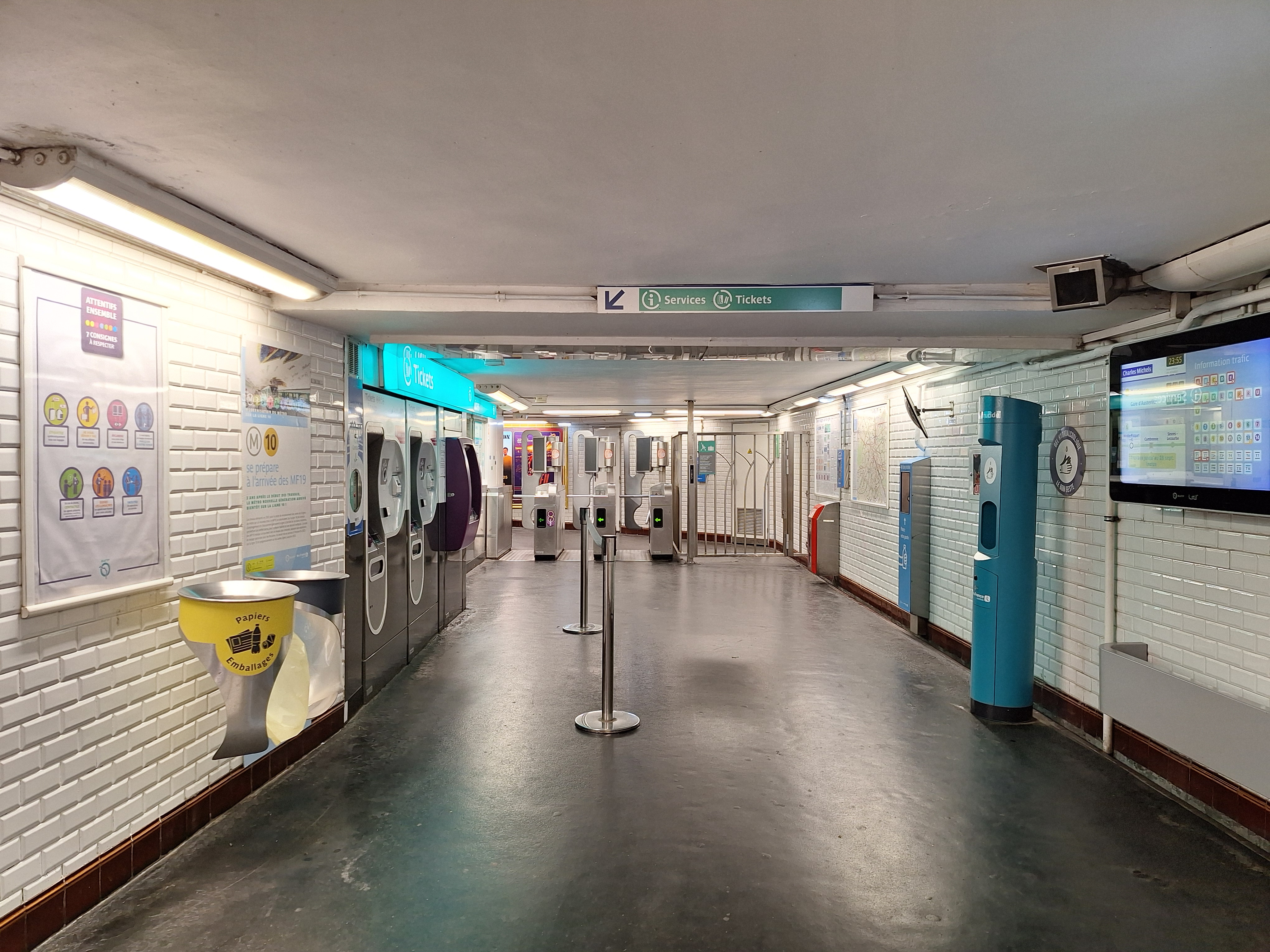
Vue d'ensemble du hall d'accueil de la station.

### Quais
Charles Michels est une station de configuration standard pour le métro de Paris : elle possède deux quais, d'une longueur conventionnelle de 75 mètres, séparés par les voies du métro situées au centre. De par sa construction à fleur de sol, le plafond est constitué d'un tablier métallique supportant la chaussée en surface, dont les poutres, peintes en argenté, sont soutenues par des piédroits verticaux et reliées entre elles par des cornières, lesquelles portent des voûtains en briques peints en blanc. Les carreaux en céramique blancs biseautés recouvrent les piédroits ainsi que les tympans. Les cadres publicitaires, inclinés, sont métalliques et le nom de la station est inscrit en police de caractères Parisine sur des plaques émaillées. Les sièges sont de style « Akiko » de couleur jaune. L'éclairage est partiellement indirect, projeté sur les piédroits, les publicités et la première rangée de voûtains au-dessus de chaque quai, en partant du piédroit.
La décoration est ainsi similaire à celle des stations École Militaire sur la ligne 8 et La Muette sur la ligne 9, également construites avec une couverture métallique, puis carrossées dans les années 1960 et entièrement rénovées à la fin des années 2000.

Quais de la station
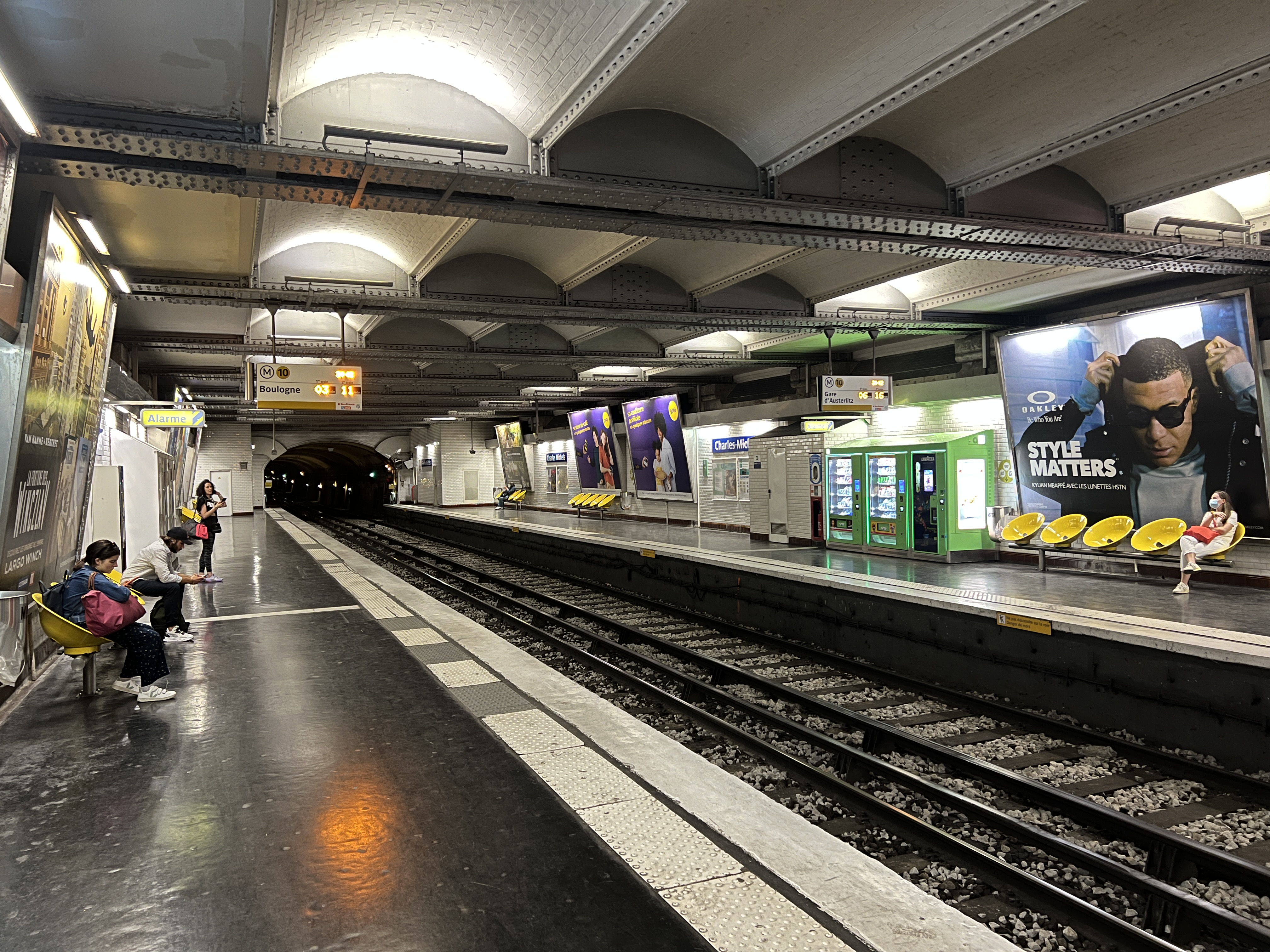
Les quais vus en direction de Gare d'Austerlitz.
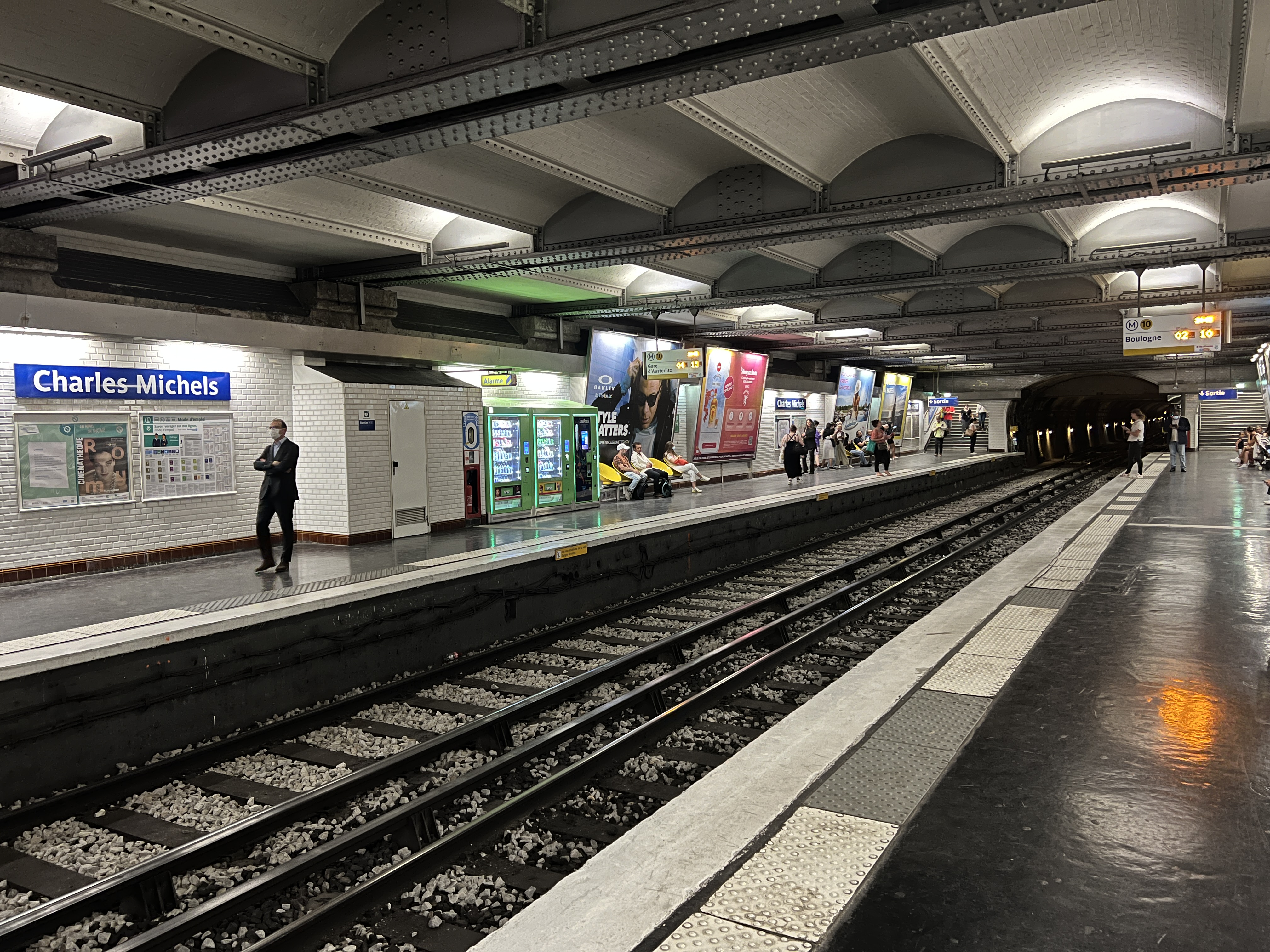
Vue des quais en direction de Boulogne - Pont de Saint-Cloud.
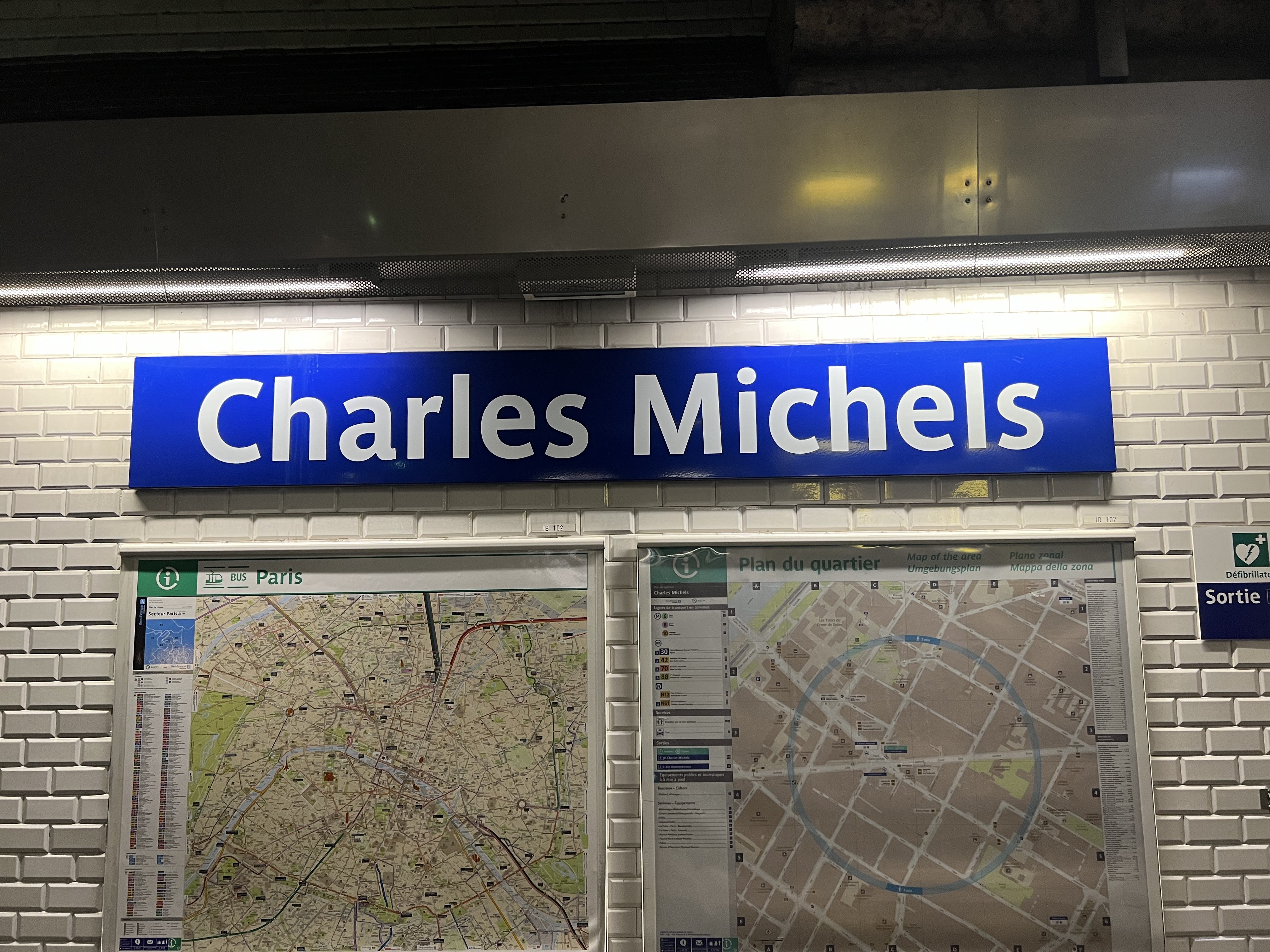
Plaque émaillée indiquant le nom de la station.

### Intermodalité
La station est desservie par les lignes 42, 70 et 88 du réseau de bus RATP et, la nuit par les lignes N12 et N61 du réseau de bus Noctilien.

## Fréquentation
Nombre de voyageurs entrés à cette  station :
| Année                      | 2013      | 2014      | 2015      | 2016      | 2017      | 2018      | 2019      | 2020      | 2021      |
| -------------------------- | --------- | --------- | --------- | --------- | --------- | --------- | --------- | --------- | --------- |
| Nombre de voyageurs par an | 4 339 534 | 4 897 053 | 4 851 393 | 4 923 871 | 4 886 832 | 4 865 336 | 4 601 730 | 2 198 392 | 3 079 569 |
| Rang                       | 110e      | 90e       | 90e       | 90e       | 89e       | 96e       | 93e       | 108e      | 102e      |
| Nombre de stations         | 302       | 302       | 302       | 302       | 302       | 302       | 302       | 304       | 304       |

## À proximité
- Front de Seine
- Quartier de Beaugrenelle
- Centre commercial Beaugrenelle
- Rue Saint-Charles (section commerçante de la rue, dite « village Saint-Charles »)
- Piscine Keller
- Square Pau-Casals
- École Jeannine-Manuel (site de Paris)
- Imprimerie nationale